# Baciami Versilia
Baciami Versilia è stato un programma televisivo italiano d'intrattenimento, andato in onda su Rai 1 dalla Cittadella del Carnevale di Viareggio, per tre edizioni tra il 2002 e il 2004, con la conduzione di Carlo Conti e Matilde Brandi.

## Il programma
Il format è molto simile a quello de L'anno che verrà, programma dello stesso Conti. È una serata alla quale partecipano ospiti musicali, attori, comici ed altri intrattenitori, con l'obiettivo di raccogliere fondi per beneficenza. La serata è dedicata alla città di Versilia.
Tra i vari ospiti delle tre edizioni ci furono cantanti come Antonello Venditti, Pooh, Alexia, Fausto Leali, Edoardo Vianello, Alizée, Le Vibrazioni, e comici come Enrico Brignano, Dado, Enrico Montesano, Biagio Izzo, Anna Maria Barbera, Nino Frassica.